# Mariam Wallentin
Mariam Karolina Wallentin (tidigare Riahi Wallentin), född 28 juli 1982 i  Örebro, är en svensk artist, sångerska, musiker, kompositör och tidigare röstskådespelare. 
Mariam Wallentin är medlem i duon Wildbirds & Peacedrums och är en av grundmedlemmarna och kompositör i frijazz-kollektivet Fire! Orchestra. Hon verkar också sedan 2013 med det experimentella soloprojektet Mariam The Believer. 
Hon driver sedan 2013 skivetiketten Repeat Until Death. 
Som barn medverkade hon i flera svenska dubbningar, till exempel som Unga Nala i Lejonkungen, Fnatte i Quack Pack och Roxanne i Janne Långben - The Movie.
Hon sjunger även ledmotivet till HBO-serien Raised by Wolves från 2020.

## Priser och utmärkelser
- 2013 – Jazzkatten som "Årets jazzmusiker"[3]
- 2013 – Sten A Olssons kulturstipendium
- 2025 – Jazzkannan [4]

## Diskografi (urval)
- 2007 – Wildbirds & Peacedrums: Heartcore
- 2008 – Wildbirds & Peacedrums:The Snake
- 2009 – Fire!: You Liked Me Five Minutes Ago
- 2009 – Gothenburg String Theory: Gothenburg String Theory
- 2009 – David Åhlen: We Sprout in Thy Soil
- 2009 – Susanna & The Magical Orchestra: -3
- 2010 – Wildbirds & Peacedrums: Rivers
- 2011 – Lykke Li: Wounded Rhymes
- 2011 – Deportees: Islands & Shores
- 2012 – Blood Music: The Fire and the Flame
- 2012 – Anders Jormin: Ad Lucem
- 2013 – Johannes Heldén: System
- 2013 – Lisa Ullen/Nina de Heney Duo feat Mariam Wallentin: MORE
- 2013 – Fire Orchestra: EXIT!
- 2013 – Mariam the Believer: Blood Donation
- 2014 – Lykke Li: I Never Learn
- 2014 – Fire Orchestra: ENTER
- 2014 – Mariam The Believer: The Wind EP
- 2014 – Wildbirds & Peacedrums: Rhythm
- 2015 – Nuiversum: Ballads of Now & When
- 2016 – Fire Orchestra: Ritual
- 2017 – Mariam The Believer: Love Everything
- 2018- The Skull Defekts: The Skull Defekts
- 2018- Mariam The Believer: Soft Moon EP